# Триазены
Триазены (диазоаминосоединения) — соединения общей формулы RN=N–NR1R2, где R, R1 и R2 — органические радикалы, функциональные группы или атомы водорода. Формально являются моно-, ди- или тризамещенными производными триазена HN=N–NH2, .

## Номенклатура
В систематической номенклатуре при именовании триазенов RN=N–NR1R2 используется префикс диазоамино-, добавляемый к имени родительского соединения RH радикала R при атоме азота азогруппы триазена: так, например, PhN=N–NHMe - N-метилдиазоаминобензол.
В триазенах атом водорода при аминогруппе может быть замещен функциональной группой X, такие соединения при X = OH называются N-гидрокситриазенами, при X = NO или NO2 - N-нитрозотриазенами и N-нитротриазенами соответственно, при X = COOH - триазен-N-карбоновыми кислотами, X = SO3H - триазен-N-сульфокислотами.

## Свойства
Как и в случае других азосоединений, для триазенов характерна цис-транс-изомерия относительно связи -N=N-, термодинамически устойчивой является транс-конфигурация, переходящая в цис-конфигурацию при облучении ультрафиолетом

## Реакционная способность
Для N,N'-дизамещенных триазенов характерна таутомерия:
Триазены проявляют амфотерные свойства - они способны как протонироваться, так и обменивать протон аминогруппы на ион переходного металла с образованием солей:
RN=N-NHR1 + M+X- {\displaystyle \to } RN=N-NMR1 + HX
M = Cu, Hg, Ag; X = Cl, NO3, CH3COO
Эти соли склонны к комплексообразованию и дают ярко окрашенные комплексы с основаниями Льюиса (аммиаком, пиридином, тиомочевиной и т.п.) и кислородсодержащими растворителями (ацетоном, этанолом, водой).
В кислой среде триазены протонируются с образованием неустойчивых ионов диазоаммония, способных разлагаться на исходные амин и диазониевую соль, в случае 1,3-дизамещенных триазенов вследствие таутомеризации может образовываться смесь диазониевых солей и аминов:
Побочным процессом при разложении триазенов, несущих ароматические заместители со свободными орто- и пара-положениями под действием кислот является азосочетание образовавшихся диазониевой соли и ароматического амина с образованием ариламиноазосоединений:

## Синтез
Основным методом синтеза триазенов является взаимодействие диазониевых солей с первичными либо вторичными аминами:
Ar-N≡N+X- + R2NH {\displaystyle \to } Ar-N=N-N+HR2X-
Ar-N=N-N+HR2X- {\displaystyle \to } Ar-N=N-NR2 + HX
В случае ароматических аминов процесс может осложняться азосочетанием амина и диазониевой соли:
Триазены также могут быть получены взаимодействием азидов с реактивами Гриньяра
RN3+ R1MgHal {\displaystyle \to } R-N=N-N(R1)MgHal
R-N=N-N(R1)MgHal + H2O {\displaystyle \to } R-N=N-NHR1 + Mg(OH)Hal
В реакцию вступают и ароматические, и алифатические азиды.